# JONGCD&V
JONGCD&V is de jongerenorganisatie van de Belgische politieke partij Christen-Democratisch en Vlaams (CD&V). Het is een autonome vereniging waar jonge christendemocraten door middel van discussies met experts en relevante organisaties op zoek gaan naar nieuwe politieke ideeën. Als jongerenpartij formuleert JONGCD&V antwoorden op de maatschappelijke uitdagingen van vandaag en morgen. Naast de inhoudelijke werking ondersteunt JONGCD&V jongeren ook praktisch in hun lokaal of bovenllokaal politiek engagement. JONGCD&V wil op nationaal, provinciaal, regionaal en lokaal niveau bijdragen tot de politieke vorming, kritische opstelling en het maatschappelijke engagement van jongeren. Op Europees niveau is JONGCD&V lid van YEPP, de jongerenpartij van de Europese Volkspartij. Sien Vandevelde is momenteel de voorzitter van JONGCD&V.

## Geschiedenis
Na de Tweede Wereldoorlog ontstonden er in 1946 verschillende studie- en actiekringen om jongeren aan te trekken voor de christendemocratische politiek. Dit mondde in 1951 uit in het officieel ontstaan van de CVP-jongerenbeweging. De beweging evolueerde langzamerhand van een politieke leerschool die elementaire politieke begrippen uitlegde aan jongeren en sterk afhankelijk was van de partij naar een autonome vereniging die op de politiek weegt en eigen standpunten kan innemen. De jongeren beschouwen zich van oudsher als het ‘levend geweten’ van de Christendemocratische partij met als doel de partij ideologisch ‘zuiver’ te houden. 
In het begin van de jaren 1960 waren de CVP-jongeren inzake de staatsstructuren voorstander van de culturele autonomie maar verzetten zij zich tegen het federalisme. Door de strijd rond de vervlaamsing van de Leuvense universiteit en de toetreding van Wilfried Martens in 1966, kwam hierin verandering. Een jaar later slaagde Martens erin om als voorzitter de idee van het federalisme, een taboe binnen de CVP tot dan, politiek te vertalen in het manifest ‘Autonomie’. Dit autonomiemanifest vormt de basis van de huidige federale structuur van België.
Op het einde van de jaren 1970 en in het begin van de jaren 1980, waren de jongeren met hun voorzitter Eric Van Rompuy gekant tegen het Egmontpact. Ook de deelname van het FDF in de eerste regering Martens was hen een doorn in het oog. De CVP-jongeren konden een federalisme met drie entiteiten, waarbij ook Brussel een eigen gewest zou worden, niet aanvaarden. Na een hevige strijd binnen de CVP, waarbij de jongeren de partij op het congres van december 1979 ertoe dwongen de drieledige staatshervorming te verwerpen, was het lot van Martens I bezegeld. 
In de jaren '80 waakten de jongeren over het sociaal geweten van de partij tijdens de periode van economische besparingen. In 1984 wordt de plaatsing van kruisrakketten op Belgisch grondgebied een waar strijdpunt. Hiervoor mobiliseert jongerenvoorzitter Van Hecke met verschillende andere jeugdbewegingen om tegen de installatie te gaan betogen. 
Onder het voorzitterschap van Raf Vermeire verrichten de jongeren in 1995 inhoudelijk denkwerk rond de hervorming van de sociale zekerheid. Dit werd als zeer prangend ervaren aangezien de betaalbaarheid van de sociale zekerheid door vergrijzing in gevaar dreigt te komen. 
Op 9 oktober 1999 werd Stefaan De Clerck verkozen tot algemeen voorzitter van de CVP en startte een organisatorische en ideologische hervorming. Daarbij veranderde de partijnaam in 2001 in CD&V. De CVP-jongeren, toen onder het voorzitterschap van Gwenda Cornelis, kregen de naam JONGCD&V.
Vanaf de millenniumwisseling beheersen thema's als langetermijnpolitiek, intergenerationele solidariteit en rentmeesterschap de agenda van de jongeren. JONGCD&V hield in 2011 een congres rond rentmeesterschap om die vergeten pijler van de christendemocratie terug een centrale plaats te geven binnen de ideologie.
Bij het Paascongres van JONGCD&V in 2013 schaarden de jongeren zich achter een pragmatische kijk op België. Onder andere met het idee van de federale kieskring werd er ietwat afgeweken van de zeer uitgesproken Vlaamse lijn die de jaren ‘70 en ‘80 van de vorige eeuw typeerde. Deze denkoefening over de staatsstructuur werd opnieuw gedaan, herbevestigd en verfijnd, op het BEwatch-congres van de beweging in 2017. Een jaar voordien, in 2016, werden de ethische standpunten van de jongerenpartij scherp gesteld op het Ethica-congres.
Vanaf 2020 focuste JONGCD&V zich voornamelijk op inhoudelijke verdieping en Europees en internationaal engagement. In 2020 werd door voorzitter Kevin Maas het hybride Green Deal congres georganiseerd, waarbij de jongeren tal van innovatieve voorstellen lanceerden in de strijd tegen klimaatopwarming. In 2021 werd er doorheen het hele jaar een verdiepingstraject opgezet met verschillende werkgroepen dat culmineerde in het ideologische congres in het najaar. Tijdens dat congres werd een nieuwe, alomvattende ideologische congrestekst aangenomen die de ideologie van JONGCD&V uitgebreid definitieert als uitgesproken christendemocratisch en niet als een louter centrumverhaal. De congrestekst bevatte ook tal van nieuwe standpunten op concrete beleidsdomeinen (waaronder gezondheidszorg, veiligheid en buitenlands beleid). Op Europees en internationaal gebied ging JONGCD&V een steeds grotere rol spelen binnen koepelorganisaties zoals IYDU en YEPP. Dit leidde in de zomer van 2021 tot de verkiezing van Kevin Maas die als tweede Belg, na Walter Verbeke, secretaris-generaal van YEPP werd.
JONGCD&V heeft doorheen haar geschiedenis een sterke traditie opgebouwd als het schoppend geweten van CD&V. De beweging stond regelmatig gekend voor haar bijzonder scherpe houding tegenover beslissingen van de moederpartij. Dat is op vandaag niet veranderd, alhoewel de houding nu vaak eerder als constructief kritisch kan bestempeld worden.

## Werking

#### Standpuntbepaling en inhoudelijke werking
Alle JONGCD&V leden kunnen wegen op de standpuntbepaling van de jongerenpartij, zowel via het meeschrijven van teksten schrijven als door het goedkeuren of afkeuren van voorgestelde politieke standpunten. Het congres is het inhoudelijke hoogtepunt van de jaarwerking. Er wordt op congressen steeds gestreefd naar een mix van vorming, informatie, debat en ontmoeting. 
De Nationale Raad van JONGCD&V is na het congres de hoogste instantie binnen de JONGCD&V-structuur inzake standpuntbepaling. De raad is open voor alle leden en wordt regelmatig georganiseerd over een specifiek thema. 
Door haar inhoudelijke standpuntenbepaling en haar ideologisch gerichte activiteiten geeft JONGCD&V vandaag een hedendaagse invulling aan christendemocratie in Vlaanderen. Het vertrekt daarbij steevast vanuit de principes van personalisme, menselijke waardigheid, rentmeesterschap, verantwoordelijkheid en subsidiariteit. JONGCD&V neemt in het bijzonder standpunten in die raken aan thema's die cruciaal zijn voor jongeren, studenten en jonge gezinnen, met de focus op duurzame, verantwoorde en mens-versterkende oplossingen. Momenteel ligt de focus van JONGCD&V op een cluster van thema's, waaronder veiligheid, gezondheid, inkomen, duurzaamheid en internationale politiek.
JONGCD&V vertolkt een Vlaams perspectief, maar durft verder kijken dan haar neus lang is, over de Belgische taalgrens heen en natuurlijk ook naar Europa via haar lidmaatschap van YEPP, de Youth of the European People’s Party en naar de wereld via haar lidmaatschap van IYDU, de jongerenpartij van de International Democrat Union.

#### Structuur en organen
Lokale, regionale en provinciale werking
JONGCD&V bestaat uit lokale afdelingen, die het territoriale gebied van een gemeente beslagen. Aan het hoofd van elke afdeling staat een door de afdeling verkozen afdelingsvoorzitter. De afdelingen vergaderen maandelijks. Ze houden zich vooral bezig met de lokale politieke actualiteit, ledenwerving en de profilering van JONGCD&V door middel van allerhande politieke en ontspannende activiteiten.
Een aantal afdelingen zijn vervolgens verenigd in diverse regio's. De regio wordt geleid door regiovoorzitter. De regio's vergaderen tweemaandelijks en houden zich hoofdzakelijk bezig met het regionaal info- en vormingsaanbod voor hun leden en regionale ervaringsuitwisselingen. Ook de amendering van de teksten van de nationale raad en de congressen behoort tot hun taken. De regio's zijn op hun beurt dan weer verenigd in verschillende provinciale kernen, die het territoriale gebied van een provincie beslaan. De provinciale kern wordt geleid door de provinciale voorzitter, die wordt bijgestaan door de regiovoorzitters, de leden van het Nationaal Bureau uit die provincie en de gecoöpteerde JONGCD&V-leden. Ook zij vergaderen, net zoals de regio's, tweemaandelijks. Het volgen van de provinciale politiek en opvolgen van de nationale planning alsook het opsporen van politiek talent en lijstvorming behoren tot hun takenpakket. Ook hier worden vormingsmomenten georganiseerd, maar ook afdelingsbegeleiding.
Nationale werking
Op nationaal niveau leidt het Nationaal Bureau de gehele organisatie. Aan het hoofd hiervan staat de nationale voorzitter, bijgestaan door een nationaal coördinator, tien verkozen bureauleden en een internationaal secretaris. Zij hebben het politieke dagelijks bestuur in handen en vergaderen wekelijks. Ze voeren de congres- en nationale raad-besluiten uit, bereiden congressen voor, voeren het communicatiebeleid en stellen algemeen de koers voor de organisatie. Het Nationaal Bureau kan het oprichten van verschillende werkgroepen goedkeuren. Deze werkgroepen staan in voor de inhoudelijke uitwerking van politieke thema’s of eerder ondersteunende werking van de beweging, bijvoorbeeld de coaching van leden en communicatie.
Het Nationaal Kader fungeert als de Algemene Vergadering van JONGCD&V en bestaat onder andere uit alle Bureauleden, de regio- en provincievoorzitters en de vertegenwoordigers van de Christen Democratische Studenten. Het Kader stuurt de ledenbeweging die JONGCD&V is en staat in voor de verplichtingen van de VZW-wetgeving. Binnen de Algemene Vergadering wordt om de twee jaar een nieuwe Raad van Bestuur gekozen. De bestuurders die zetelen in de Raad van Bestuur focussen zich op financiën en personeelsbeleid.
JONGCD&V handelt in volledige onafhankelijkheid van CD&V, hoewel beiden gehuisvest zijn in dezelfde gebouwen. Het secretariaat staat in voor de ondersteuning van de leden in de volledige JONGCD&V-structuur. Ze stroomlijnt de communicatie met onder andere organisatorische ondersteuning van het magazine Radikaal, organiseert verschillende vormingsmomenten, staat in voor coaching van afdelingen en biedt logistieke ondersteuning.

## Voorzitters
| Voorzitter                  | Periode                  |
| CVP-jongeren (1951-2001)    | CVP-jongeren (1951-2001) |
| --------------------------- | ------------------------ |
| Marcel De Bruyne            | 1951-1953                |
| Lode Vanhove                | 1953-1958                |
| José De Schaepmeester       | 1958-1959                |
| Valeer Pittomvils           | 1959-1964                |
| Frank Swaelen               | 1964-1966                |
| Leo Teugels (a.i.)          | 1966-1967                |
| Wilfried Martens            | 1967-1971                |
| Paul De Broe                | 1971-1973                |
| Jan Huyghebaert             | 1973-1977                |
| Eric Van Rompuy             | 1977-1983                |
| Johan Van Hecke             | 1983-1986                |
| Jaak Lambrecht              | 1986-1989                |
| Ludwig Caluwé               | 1989-1995                |
| Raf Vermeire                | 1995-1999                |
| Gwenda Cornelis             | 1999-2000                |
| Koert Debeuf (a.i.)         | 2000                     |
| Jonathan Cardoen            | 2000-2001                |
| JONGCD&V (2001-heden)       |                          |
| Jonathan Cardoen            | 2001-2005                |
| Bert De Brabandere          | 2005-2009                |
| Pieter Marechal             | 2009-2012                |
| Christophe Vermeulen (a.i.) | 2012                     |
| Tom Vandenkendelaere        | 2013-2014                |
| Hannelore Goffin (a.i)      | 2014-2015                |
| Wim Soons                   | 2015-2017                |
| Sammy Mahdi                 | 2017-2020                |
| Ruben Geleyns (a.i.)        | 2020                     |
| Kevin Maas                  | 2020-2022                |
| Robin De Cubber (a.i.)      | 2022                     |
| Sien Vandevelde             | 2022-                    |